# لوريل (ميريلاند)
 لوريل  هي مدينة أمريكية في ولاية ماريلاند بين بالتيمور وواشنطن. على الرغم من طرف مدرج يوجد في مقاطعة الأمير جورج، وأجزاء لثلاثة مقاطعات أخرى آن أروندل، هوارد ومونتغمري—ويعتبرون أجزءا من لوريل. في إحصاء2000 بلغ عدد سكانها 19.960 شخصا. بكثافة سكانية بلغت 971 نسمة / كيلومتر مربع 514.7 نسمة / ميل مربع). إجمالي المساحة 9.9 كيلومتر مربع (3.8 ميل مربع).

## التركيبة السكانية
قام مكتب تعداد الولايات المتحدة بتحديد بيانات التركيبة السكانية للوريل في تعداد الولايات المتحدة. في ما يلي، التركيبة السكانية حسب تعدادي 2000 و2010.

### تعداد عام 2000
بلغ عدد سكان لاوريل 266 نسمة بحسب تعداد عام 2000، وبلغ عدد الأسر 109 أسرة وعدد العائلات 70 عائلة مقيمة في المدينة. في حين سجلت الكثافة السكانية 1,056.7 نسمة لكل ميل مربع (408.0/كم2). وبلغ عدد الوحدات السكنية 122 وحدة بمتوسط كثافة قدره 484.7 نسمة لكل ميل مربع (187.1/كم2).
وتوزع التركيب العرقي للمدينة بنسبة 96.24% من البيض و0.38% من الأمريكيين الأصليين و1.13% من سكان جزر المحيط الهادئ و2.26% من عرقين مختلطين أو أكثر.
بلغ عدد الأسر 109 أسرة كانت نسبة 26.6% منها لديها أطفال تحت سن الثامنة عشر تعيش معهم، وبلغت نسبة الأزواج القاطنين مع بعضهم البعض 54.1% من أصل المجموع الكلي للأسر، ونسبة 7.3% من الأسر كان لديها معيلات من الإناث دون وجود شريك، وكانت نسبة 34.9% من غير العائلات. تألفت نسبة 32.1% من أصل جميع الأسر من أفراد ونسبة 20.2% كانوا يعيش معهم شخص وحيد يبلغ من العمر 65 عاماً فما فوق. وبلغ متوسط حجم الأسرة المعيشية 3.00، أما متوسط حجم العائلات فبلغ 2.44.
بلغ العمر الوسطي للسكان 40 عاماً. وكانت نسبة 26.3% من القاطنين تحت سن الثامنة عشر، وكانت نسبة 4.9% بين الثامنة عشر والأربعة وعشرون عاماً، ونسبة 25.9% كانت واقعةً في الفئة العمرية ما بين الخامسة والعشرين حتى الرابعة والأربعين عاماً، ونسبة 25.9% كانت ما بين الخامسة والأربعين حتى الرابعة والستين، ونسبة 16.9% كانت ضمن فئة الخامسة والستين عاماً فما فوق. يوجد لكل 100 أنثى 97.0 ذكر، ويوجد لكل 100 أنثى في الثامنة عشر من عمرها فما فوق 96.0 ذكر.
بلغ متوسط دخل الأسرة في المدينة 32,031 دولار، أما متوسط دخل العائلة فبلغ 38,125 دولار. وكان متوسط دخل الذكور 30,208 دولار مقابل 17,188 دولار للإناث. وسجل دخل الفرد الخاص بالمدينة 14,980 دولار. وكانت نسبة 1.4% من العائلات ونسبة 7.0% من السكان تحت خط الفقر، وكان من هؤلاء نسبة 9.2% تحت سن الثامنة عشر ونسبة 12.2% في الخامسة والستين من العمر وما فوق.

### تعداد عام 2010
بلغ عدد سكان لوريل 25,115 نسمة بحسب تعداد عام 2010، وبلغ عدد الأسر 10,498 أسرة وعدد العائلات 5,695 عائلة مقيمة في المدينة. في حين سجلت الكثافة السكانية 5,840.7 نسمة لكل ميل مربع (2,255.1/كم2). وبلغ عدد الوحدات السكنية 11,397 وحدة بمتوسط كثافة قدره 2,650.5 لكل ميل مربع (1,023.4/كم2).
وتوزع التركيب العرقي للمدينة بنسبة 30.1% من البيض و0.4% من الأمريكيين الأصليين و9.2% من الأمريكيين ذوي الأصول الآسيوية و0.1% من سكان جزر المحيط الهادئ و48.9% من الأمريكيين الأفارقة و3.8% من عرقين مختلطين أو أكثر.
بلغ عدد الأسر 10,498 أسرة كانت نسبة 30.7% منها لديها أطفال تحت سن الثامنة عشر تعيش معهم، وبلغت نسبة الأزواج القاطنين مع بعضهم البعض 33.4% من أصل المجموع الكلي للأسر، ونسبة 15.7% من الأسر كان لديها معيلات من الإناث دون وجود شريك، بينما كانت نسبة 5.2% من الأسر لديها معيلون من الذكور دون وجود شريكة وكانت نسبة 45.8% من غير العائلات. تألفت نسبة 37.6% من أصل جميع الأسر من أفراد ونسبة 6.1% كانوا يعيش معهم شخص وحيد يبلغ من العمر 65 عاماً فما فوق. وبلغ متوسط حجم الأسرة المعيشية 3.19، أما متوسط حجم العائلات فبلغ 2.37.
بلغ العمر الوسطي للسكان 33.7 عاماً. وكانت نسبة 22.6% من القاطنين تحت سن الثامنة عشر، وكانت نسبة 9.5% بين الثامنة عشر والأربعة وعشرون عاماً، ونسبة 37.2% كانت واقعةً في الفئة العمرية ما بين الخامسة والعشرين حتى الرابعة والأربعين عاماً، ونسبة 23.8% كانت ما بين الخامسة والأربعين حتى الرابعة والستين، ونسبة 7% كانت ضمن فئة الخامسة والستين عاماً فما فوق. وتوزع التركيب الجنسي للسكان بنسبة 47.7% ذكور و52.3% إناث.